# Silésien (langue germanique)
Pour les articles homonymes, voir Silésien.
Le silésien/Schlesisch (en silésien Schläsisch, Schläsch parfois Schläs'sch, en allemand Schlesisch) est un dialecte germanique de type moyen allemand oriental, langue vernaculaire parlée naguère par une partie de la population de Silésie en actuelle Pologne, et un peu en République tchèque et en Allemagne.
Après l'expulsion de la plupart des habitants germanophones de Silésie à la fin de la Seconde Guerre mondiale, il n'est plus parlé aujourd'hui que par un petit nombre de locuteurs en Haute-Silésie ainsi que de manière isolée en Basse-Silésie, en Haute-Lusace et dans la diaspora.
Le silésien est la langue qu’utilisaient Karl von Holtei et Gerhart Hauptmann, au XIXe siècle.

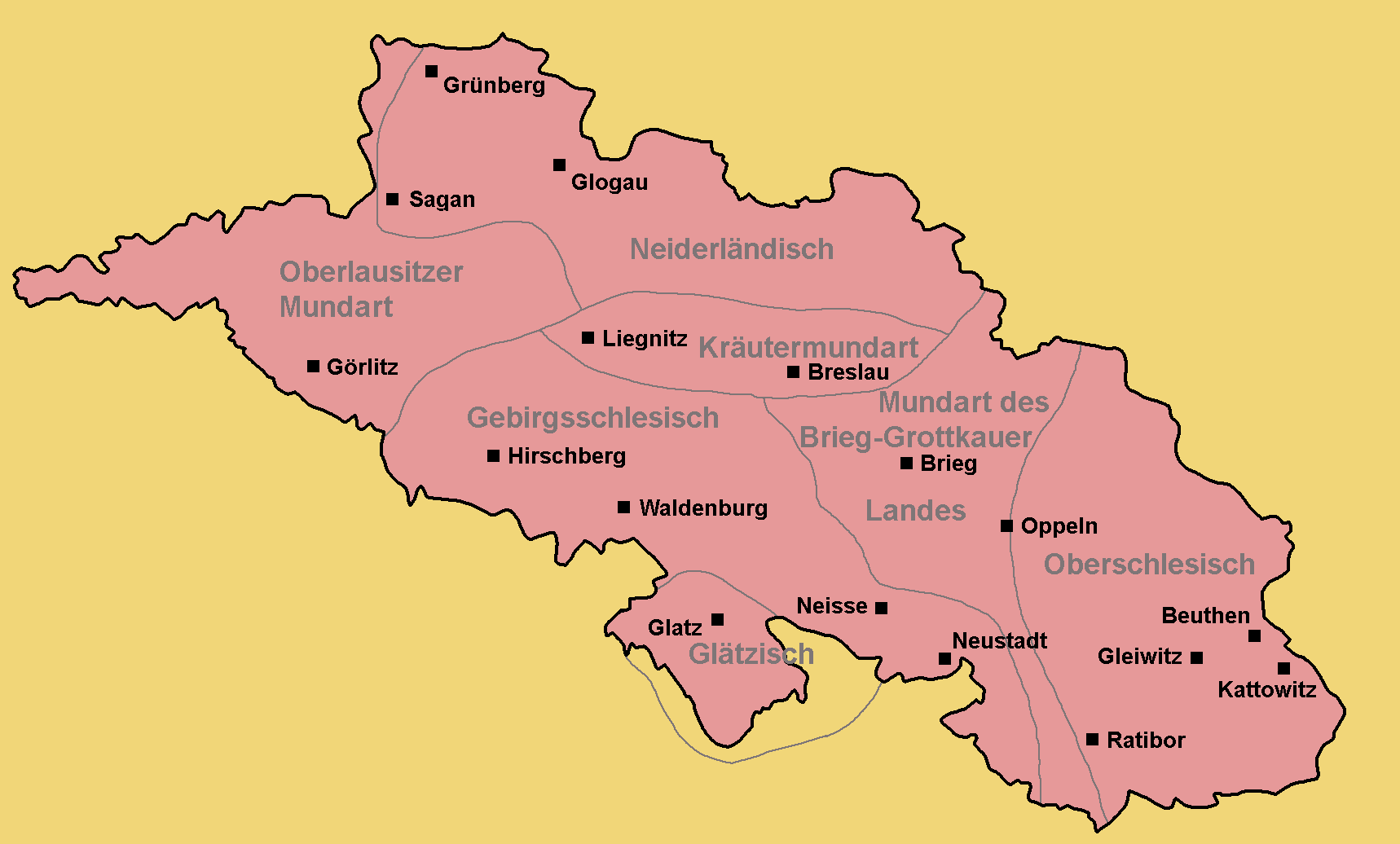
Zone linguistique du silésien avant 1946